# Osservatorio Félix Aguilar
| 2075 Martinez      | 9 novembre 1974   |
| 2124 Nissen        | 20 giugno 1974    |
| 2189 Zaragoza      | 30 agosto 1975    |
| 2219 Mannucci      | 13 giugno 1975    |
| 2284 San Juan      | 10 ottobre 1974   |
| 2311 El Leoncito   | 10 ottobre 1974   |
| 2381 Landi         | 3 gennaio 1976    |
| 2490 Bussolini     | 3 gennaio 1976    |
| 2507 Bobone        | 18 novembre 1976  |
| 2548 Leloir        | 16 febbraio 1975  |
| 2550 Houssay       | 21 ottobre 1976   |
| 2605 Sahade        | 16 agosto 1974    |
| 2680 Mateo         | 1º luglio 1975    |
| 2691 Sérsic        | 18 maggio 1974    |
| 2745 San Martín    | 25 settembre 1976 |
| 2808 Belgrano      | 23 aprile 1976    |
| 2893 Peiroos       | 30 agosto 1975    |
| 2928 Epstein       | 5 aprile 1976     |
| 2964 Jaschek       | 16 luglio 1974    |
| 2997 Cabrera       | 17 giugno 1974    |
| 3083 OAFA          | 17 giugno 1974    |
| 3118 Claytonsmith  | 19 luglio 1974    |
| 3296 Bosque Alegre | 30 settembre 1975 |
| 3438 Inarradas     | 21 settembre 1974 |
| 3578 Carestia      | 11 febbraio 1977  |
| 3633 Mira          | 13 marzo 1980     |
| 3649 Guillermina   | 26 aprile 1976    |
| 4008 Corbin        | 22 gennaio 1977   |
| 4140 Branham       | 11 novembre 1976  |
| 4168 Millan        | 6 marzo 1979      |
| 4232 Aparicio      | 13 febbraio 1977  |
| 4270 Juanvictoria  | 1º ottobre 1975   |
| 4390 Madreteresa   | 5 aprile 1976     |
| 4397 Jalopez       | 9 maggio 1981     |
| 4617 Zadunaisky    | 22 febbraio 1976  |
| 4652 Iannini       | 30 agosto 1975    |
| 4725 Milone        | 31 dicembre 1975  |
| 4914 Pardina       | 9 aprile 1969     |
| 5042 Colpa         | 20 giugno 1974    |
| 5077 Favaloro      | 17 giugno 1974    |
| 5079 Brubeck       | 16 febbraio 1975  |
| 5081 Sanguin       | 18 novembre 1976  |
| 5289 Niemelä       | 28 maggio 1990    |
| 5386 Bajaja        | 1º ottobre 1975   |
| 5758 Brunini       | 20 agosto 1976    |
| 5793 Ringuelet     | 5 ottobre 1975    |
| 5886 Rutger        | 13 giugno 1975    |
| 5929 Manzano       | 14 dicembre 1974  |
| 5987 Liviogratton  | 6 giugno 1975     |
| 6109 Balseiro      | 29 agosto 1975    |
| 6307 Maiztegui     | 22 novembre 1989  |
| 6505 Muzzio        | 3 gennaio 1976    |
| 6810 Juanclariá    | 9 aprile 1969     |
| 7213 Conae         | 31 maggio 1967    |
| 7626 Iafe          | 20 agosto 1976    |
| 7724 Moroso        | 24 luglio 1970    |
| 8447 Cornejo       | 16 luglio 1974    |
| 10988 Feinstein    | 28 luglio 1968    |
| (13476) 1974 QF    | 16 agosto 1974    |
| 14812 Rosario      | 9 maggio 1981     |
| 19079 Hernández    | 31 maggio 1967    |
| 19080 Martínfierro | 10 maggio 1970    |
| (24606) 1976 QK2   | 20 agosto 1976    |

L'osservatorio Félix Aguilar, in spagnolo Observatorio Félix Aguilar, dedicato all'omonimo astronomo argentino, parte del Complesso Astronomico El Leoncito nella Provincia di San Juan in Argentina, è un osservatorio astronomico argentino situato alle coordinate 31°30′36″S 68°37′12″W a 2.348 m s.l.m.. Il suo codice MPC è 808 El Leoncito.

## Storia
L'osservatorio nasce negli anni sessanta del XX secolo quando l'Università Yale ottiene uno stanziamento di 750.000 dollari per la costruzione di un osservatorio nell'emisfero meridionale che possa integrare lo studio della Via Lattea settentrionale condotto ad iniziare dal 1947 dall'osservatorio Lick.
Il sito adatto viene identificato in Argentina, nei dintorni di Barreal all'interno di quella che nel 1994 sarebbe diventata la Riserva del Leoncito e poi nel 2002 Parco Nazionale del Leoncito. L'osservatorio diviene operativo nel 1965, gestito congiuntamente dall'Università Yale, dalla Columbia University e dall'Università di Cuyo.
Nel 1973 l'Università di San Juan subentra nella gestione all'Università di Cuyo, a seguito della riorganizzazione di quest'ultima. Nel 1975 la Columbia University si ritira dalla gestione.
Tra i 63 asteroidi di cui gli è riconosciuta la scoperta, 3083 OAFA è dedicato all'osservatorio stesso.

## Strumentazione
Il telescopio principale è un astrografo con due lenti da 20 pollici, una calibrata per la luce blu e una per la luce gialla.